# Antoine Carteret
Antoine Alfred Desiré Carteret, född 1813 och död 1889, var en schweizisk politiker.
Carteret bekämpade i radikal och antiklerikal anda den aristokratiska styrelsen i Genève, och invaldes 1850 i statsrådet, som han tillhörde 1851-53 och 1871-87, mestadels som ecklesiastikminister. Carteret var aktivt bidragandet till grundandet av universitetet i Genève 1875.